# Royal Rumble 2016
Royal Rumble 2016 è stata la ventinovesima edizione dell'omonimo evento in pay-per-view prodotto annualmente dalla WWE. L'evento si è svolto il 24 gennaio 2016 all'Amway Center di Orlando (Florida). È stata la quinta Royal Rumble a svolgersi nello stato della Florida, nonché il primo pay-per-view a tenersi all'Amway Center.
L'incontro principale del pay-per-view ha visto Roman Reigns difendere il suo WWE World Heavyweight Championship nel Royal Rumble match: si è trattato della seconda volta, dopo l'edizione del 1992, in cui un titolo è stato messo in palio nella rissa reale.

## Storyline
Come da tradizione, il vincitore del 30-man Royal Rumble match avrà il diritto di avere un match per il WWE World Heavyweight Championship a WrestleMania 32. Tuttavia, dopo aver tentato di privare senza successo Roman Reigns del WWE World Heavyweight Championship (per aver attaccato il suo genero Triple H mancando di rispetto a tutta la famiglia McMahon), nella puntata di Raw del 4 gennaio 2016 il chairman Mr. McMahon ha deciso che Reigns avrebbe dovuto difendere il suo titolo nel match.
Big Show è stato il primo wrestler ad annunciare la sua partecipazione al Royal Rumble match nella puntata di Raw del 28 dicembre 2015. Il 1º gennaio 2016, sul sito ufficiale della WWE, Curtis Axel è stato aggiunto al match mentre, nella puntata di Raw del 4 gennaio, Ryback, la Wyatt Family (Bray Wyatt, Braun Strowman, Erick Rowan e Luke Harper), Dolph Ziggler e Chris Jericho hanno annunciato la loro partecipazione al match. Nella puntata di Raw dell'11 gennaio Stephanie McMahon ha annunciato che Brock Lesnar avrebbe preso parte al Royal Rumble match nonostante l'avvocato di Lesnar, Paul Heyman, aveva detto che Lesnar avrebbe affrontato il vincitore a WrestleMania 32. Il 13 gennaio è stato annunciato che Stardust avrebbe preso parte al match. Sheamus ha annunciato la sua partecipazione al match nella puntata di SmackDown del 14 gennaio. Nella puntata di Raw del 18 gennaio una lotteria ha decretato che Reigns sarebbe stato il primo contendente a entrare nel match.
Il 13 dicembre 2015, a TLC: Tables Ladders & Chairs, Dean Ambrose ha sconfitto Kevin Owens per vincere l'Intercontinental Championship. La loro rivalità si è intensificata nelle settimane seguenti, quando si sono affrontati in un match valido per il titolo terminato in un doppio count-out. Nella puntata di SmackDown del 14 gennaio Owens ha accettato la sfida di Ambrose in un Last Man Standing match per l'Intercontinental Championship alla Royal Rumble.
Nella puntata di SmackDown del 7 gennaio John Cena ha introdotto Kalisto come sfidante dello United States Champion Alberto Del Rio; la sera stessa, dopo aver sconfitto Del Rio, Kalisto ha ottenuto un match titolato proprio contro lo stesso Del Rio da svolgersi nella puntata di Raw seguente. Nella puntata di Raw dell'11 gennaio Kalisto ha sconfitto Del Rio conquistando così lo United States Championship; salvo poi perderlo la sera seguente, a SmackDown, contro lo stesso Del Rio. In seguito è stato annunciato un match per il titolo tra Del Rio e Kalisto per la Royal Rumble.
Nella puntata di Raw del 4 gennaio Becky Lynch ha sconfitto la Divas Champion Charlotte in un match non titolato. Nella puntata di SmackDown del 7 gennaio Charlotte ha difeso con successo il titolo contro Becky grazie all'interferenza di suo padre, Ric Flair. In seguito è stato annunciato che Charlotte avrebbe difeso il Divas Championship contro Becky alla Royal Rumble.
Nella puntata di Raw dell'11 gennaio gli Usos (Jey Uso e Jimmy Uso) hanno sconfitto i WWE Tag Team Champions del New Day (Big E, Kofi Kingston e Xavier Woods) in un match non titolato. In seguito è stato annunciato un match per i titoli tra gli Usos e il New Day per la Royal Rumble.

## Risultati
| #       | Match                                                                                                | Stipulazioni                                                          | Durata   |
| ------- | --- | --------------------------------------------------------------------- | -------- |
| Kickoff | Jack Swager e Mark Henry hanno sconfitto gli Ascension, Damien Sandow e Darren Young e i Dudley Boyz | Fatal four-way tag team match di qualificazione al Royal rumble match | 07:58    |
| 1       | Dean Ambrose (c) ha sconfitto Kevin Owens                                                            | Last man standing match per il WWE Intercontinental Championship      | 20:50    |
| 2       | Il New Day (c) ha sconfitto gli Usos                                                                 | Tag team match per il WWE Tag Team Championship                       | 10:53    |
| 3       | Kalisto ha sconfitto Alberto Del Rio (c)                                                             | Single match per il WWE United States Championship                    | 11:30    |
| 4       | Charlotte (c) (con Ric Flair) ha sconfitto Becky Lynch                                               | Single match per il WWE Divas Championship                            | 11:40    |
| 5       | Triple H ha vinto eliminando per ultimo Dean Ambrose                                                 | Royal rumble match per il WWE World Heavyweight Championship          | 01:01:42 |

## Royal rumble match
– Wrestler di NXT
     – Vincitore

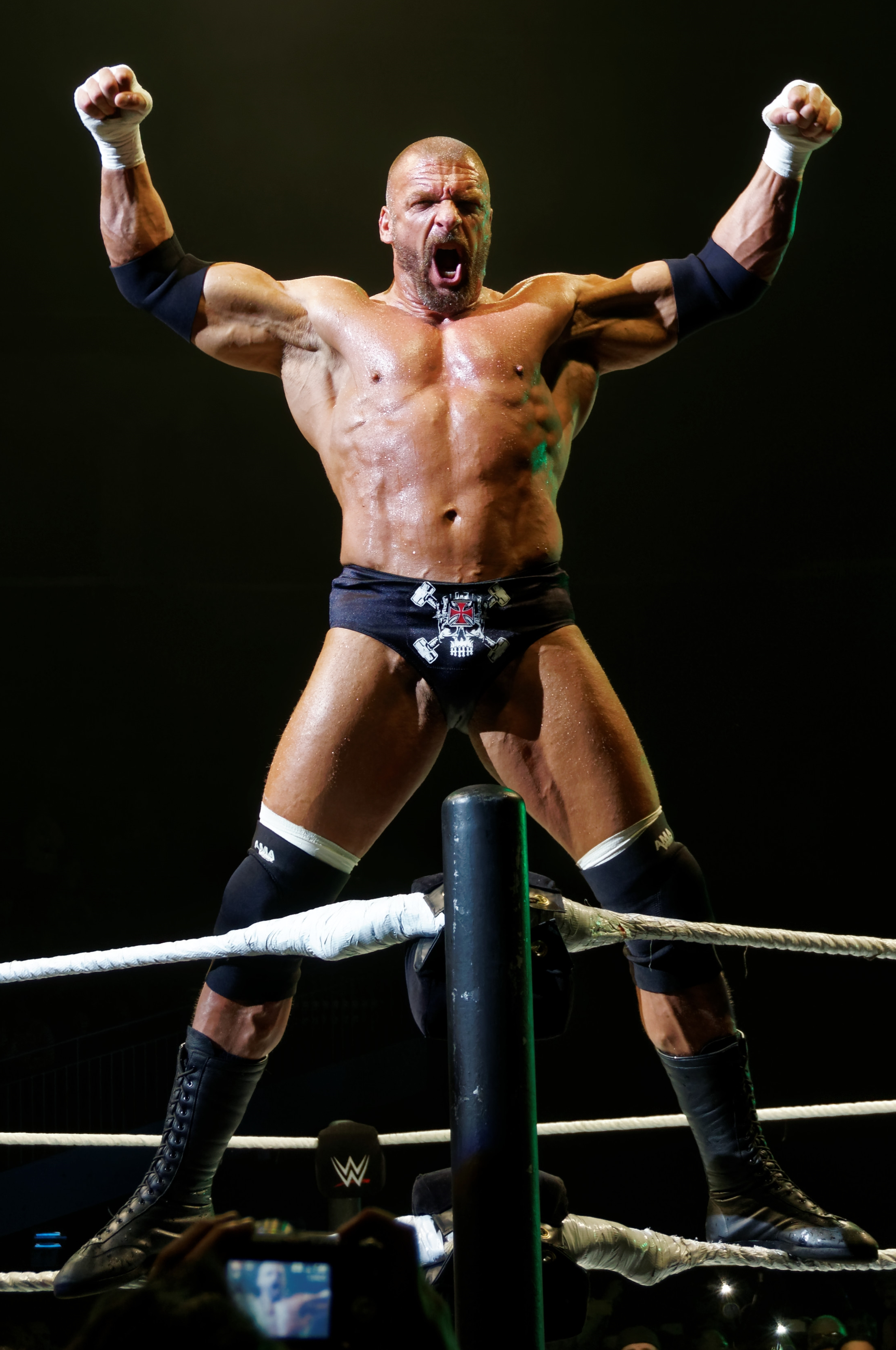
Triple H, vincitore del Royal rumble match

La contesa era valevole per il WWE World Heavyweight Championship di Roman Reigns.
| #   | Wrestler         | Ordine | Eliminato da                              | Tempo | Eliminazioni |
| --- | ---------------- | ------ | ----------------------------------------- | ----- | ------------ |
| 1°  | Roman Reigns (c) | 28°    | Triple H                                  | 59:47 | 5            |
| 2°  | Rusev            | 1°     | Roman Reigns                              | 01:30 | 0            |
| 3°  | AJ Styles        | 11°    | Kevin Owens                               | 27:48 | 2            |
| 4°  | Tyler Breeze     | 2°     | AJ Styles e Roman Reigns                  | 00:58 | 0            |
| 5°  | Curtis Axel      | 3°     | AJ Styles                                 | 01:08 | 0            |
| 6°  | Chris Jericho    | 26°    | Dean Ambrose                              | 50:46 | 1            |
| 7°  | Kane             | 9°     | Braun Strowman                            | 18:44 | 1            |
| 8°  | Goldust          | 4°     | Titus O'Neil                              | 05:57 | 0            |
| 9°  | Ryback           | 8°     | Big Show                                  | 12:20 | 0            |
| 10° | Kofi Kingston    | 6°     | Chris Jericho                             | 08:15 | 0            |
| 11° | Titus O'Neil     | 7°     | Big Show                                  | 08:55 | 1            |
| 12° | R-Truth          | 5°     | Kane                                      | 00:37 | 0            |
| 13° | Luke Harper      | 19°    | Brock Lesnar                              | 23:33 | 4            |
| 14° | Stardust         | 14°    | Luke Harper                               | 13:57 | 0            |
| 15° | Big Show         | 10°    | Braun Strowman                            | 04:31 | 2            |
| 16° | Neville          | 13°    | Luke Harper                               | 10:00 | 0            |
| 17° | Braun Strowman   | 20°    | Brock Lesnar                              | 17:44 | 5            |
| 18° | Kevin Owens      | 12°    | Sami Zayn                                 | 04:26 | 1            |
| 19° | Dean Ambrose     | 29°    | Triple H                                  | 29:35 | 1            |
| 20° | Sami Zayn        | 16°    | Braun Strowman                            | 04:33 | 1            |
| 21° | Erick Rowan      | 17°    | Brock Lesnar                              | 04:14 | 2            |
| 22° | Mark Henry       | 15°    | Braun Strowman, Erick Rowan e Luke Harper | 00:28 | 0            |
| 23° | Brock Lesnar     | 21°    | Braun Strowman, Erick Rowan e Luke Harper | 09:13 | 4            |
| 24° | Jack Swagger     | 18°    | Brock Lesnar                              | 00:15 | 0            |
| 25° | The Miz          | 22°    | Roman Reigns                              | 01:38 | 0            |
| 26° | Alberto Del Rio  | 23°    | Roman Reigns                              | 06:46 | 0            |
| 27° | Bray Wyatt       | 25°    | Sheamus e Triple H                        | 10:43 | 0            |
| 28° | Dolph Ziggler    | 24°    | Triple H                                  | 07:00 | 0            |
| 29° | Sheamus          | 27°    | Roman Reigns                              | 04:19 | 1            |
| 30° | Triple H         | —      | Vincitore                                 | 07:47 | 4            |